# Jošavski potok
Jošávski potok  (tudi Mejni potok) (madžarsko Szentistvánlaki-patak) je desni pritok Kobiljskega potoka pri Dolgi vasi/Hosszúfalu. Izvira sredi nekdaj mokrotne ravnine, z melioracijami spremenjene v obsežne njivske površine severno od vasi Bödeháza na Madžarskem. Kot majhen potok teče proti jugozahodu, nato po slovensko–madžarski meji proti jugovzhodu in na koncu po slovenskem ozemlju do izliva v Kobiljski potok. V zgornjem in spodnjem toku je potok spremenjen v umetni kanal, v srednjem delu vzdolž meje teče po mokrotnem nižinskem gozdu. Ime ima po nekdanji vasi Jošavci (madžarsko Szentistvánlak; starejše ime Jósecz), ki je zdaj del naselja Bödeháza.